# Il mangianote
Il mangianote era un programma televisivo italiano di quiz e varietà trasmesso dal marzo al luglio 1974. Andava in onda la domenica pomeriggio sul Programma Nazionale ed era condotto dal Quartetto Cetra. Gli autori erano Adolfo Perani, Jacopo Rizza e Tata Giacobetti, la regia era di Beppe Recchia e la direzione musicale era affidata a Tony De Vita e Aldo Buonocore. La parte centrale del programma era costituita da un quiz musicale; il concorrente che vinceva la puntata tornava la domenica successiva per difendere il titolo di campione. In ogni puntata intervenivano anche famosi cantanti in qualità di ospiti d'onore, che interpretavano i loro successi. Le sigle di testa e di coda della trasmessione, rispettivamente Il mangianote e Un brivido di musica, erano cantate dal Quartetto Cetra.